# Буринський цукровий завод
Буринський цукровий завод — підприємство харчової промисловості у місті Буринь Конотопського району Сумської області.

## Історія
Будівництво цукрового заводу в селі Буринь Путивльського повіту Курської губернії Російської імперії почалося в 1894 році, в 1895 році він почав роботу.
В ході революції 1905—1907 рр. 12 жовтня 1905 року робітники заводу розпочали страйк, під час якої на підприємстві були поширені листівки.
Після початку Першої світової війни 2 серпня 1914 була введена заборона на виробництво і продаж спиртних напоїв і положення заводу ускладнилося у зв'язку зі скороченням закупівель цукру для виробництва спирту, а також через мобілізацію частини працівників і селян у діючу армію (це призвело до скорочення посівів цукрових буряків, яка служила сировиною для виробництва цукру). Незважаючи на ускладнення, до початку 1917 року виробничі потужності цукрового заводу становили близько 800 пудів на рік, при заводі діяли ремонтні майстерні та рафінадний завод (який виготовляв рафінад з цукру-піску).
1918 року в Бурині була встановлена влада Української Народної Республіки, на підприємстві був введений 8-годинний робочий день і встановлений робочий контроль.
У кінці листопада 1918 року Буринь окупували радянські війська. Після проведення в кінці лютого 1919 року з'їзду представників підприємств і сіл волості була обрана волосна Рада робітничих і селянських депутатів, яка ухвалила рішення про націоналізацію заводу.
У вересні — листопаді 1919 року Буринь виявилася в зоні бойових дій і завод серйозно постраждав, але вже в січні 1920 року в приміщеннях заводського управління були відкриті їдальня, народний дім і комуністичний клуб, після закінчення громадянської війни почалося відновлення заводу.
1924 року при заводі відкрили бібліотеку і заводський клуб.
1925 року завод відновив роботу. У 1925—1926 рр. було вироблено 863 677 пудів цукру-піску і 1 683 303 пудів рафінаду. Після реконструкції підприємства в 1928 році виробничі потужності були збільшені.
Перед початком Другої світової війни в 1941 році загальна чисельність працівників заводу становила 2,5 тис. осіб, переробні потужності забезпечували переробку до 1100 тонн буряка в добу. Під час війни обладнання заводу було евакуйовано в місто Белебей Башкирської АРСР.
В ході бойових дій і німецької окупації селища в 1941—1943 рр. завод був повністю зруйнований, але відповідно до четвертого п'ятирічного плану відновлення і розвитку народного господарства СРСР — відновлений і в 1948 році відновив роботу (всього в 1948 році завод виробив 4 тис. тонн цукру-піску).
В цей час завод став підприємством союзного значення і в травні 1948 року було передано в пряме підпорядкування головного управління цукрово-рафінадної промисловості Міністерства харчової промисловості СРСР.
У 1958 році завод був переведений на використання рідкого палива, що підвищило ефективність роботи підприємства.
Для забезпечення заводу сировиною, в кінці 1950х років два колгоспи Буринського району (колгосп ім. Маршала Тимошенко і колгосп ім. Паризької комуни) були перетворені в бурякорадгоспи і разом з заводом утворили «Буринський цукровий комбінат».
У 1960 році комбінат переробляв 1500 тонн буряка в добу і справив 33 890 тонн цукру.
За радянських часів комбінат входив до числа найбільших підприємств міста.
Після проголошення незалежності України комбінат перейшов у відання асоціації «Укрцукор».
У липні 1995 року Кабінет міністрів України затвердив рішення про приватизацію цукрового комбінату, в подальшому державне підприємство було перетворено в відкрите акціонерне товариство. У зв'язку з припиненням діяльності і розформуванням бурякорадгоспів підприємство було перейменовано в «Буринський цукровий завод».
На початку 2000х років власником заводу стала корпорація «Інтерпайп», але в травні 2004 року завод був проданий ТОВ «Сумисахар».
До 2008 року Буринський цукровий завод залишався в робочому стані, але в 2008 році вже не функціонував, в подальшому припинив виробничу діяльність. Підприємство почали розбирати на металобрухт. 12 грудня 2009 року Господарський суд Сумської області визнав завод банкрутом.